# Habata Koki
Koki Habata (sinh ngày 22 tháng 7 năm 1983) là một cầu thủ bóng đá người Nhật Bản.

## Sự nghiệp câu lạc bộ
Koki Habata đã từng chơi cho Gamba Osaka và Sagan Tosu.